# Шахрбараз
Шахрбараз (прозвище означаващо „Боен глиган“) с истинско име Фарукхан е персийски цар през 630.
По времето на Хосров II Парвиз той е назначен за спахбод (главнокомандващ) на персийската армия, след смъртта на спахбод Шахин. Има важни победи срещу ромеите. Завоеванията обаче се оказват нетрайни и Сасанидската държава изпада в период на криза. Шахрбараз идва на власт след като извършва преврат срещу малолетния цар Ардашир III. Новият цар се стреми да поддържа мира с Византия и не успява да предотврати нахлуването на хазари в Армения. Неуспехите водят до неговото сваляне.